# カーコンビニ倶楽部

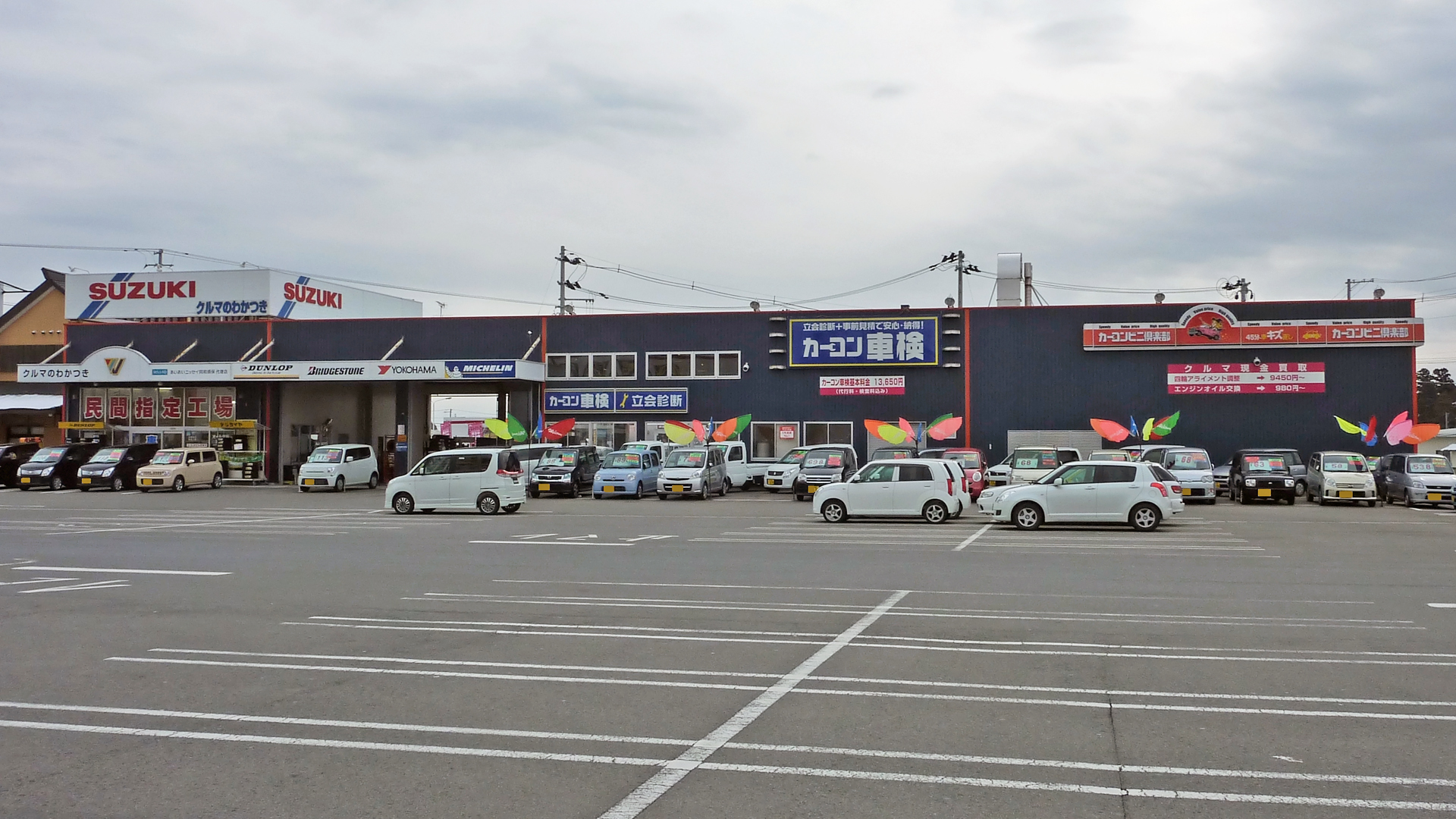
カーコンビニ倶楽部クルマのわかつき6号店

カーコンビニ倶楽部株式会社（カーコンビニくらぶ）は、自動車板金修理フランチャイズチェーンの「カーコンビニ倶楽部」や自動車整備・車検チェーンの「カーコン車検」などを展開する企業である。

## 主要事業
- 自動車板金修理事業「カーコンビニ倶楽部」

「キズ」「ヘコミ」などの、車体の軽板金修理において、独自工法のシステム化で最初にビッグビジネス化に成功。試乗の裾野が広がるきっかけとなった。
- 自動車整備・車検事業「カーコン車検」（旧「ヤマト車検」）
- 車両買い取り・販売事業
- カーリース事業「カーコンカーリース もろコミ」の展開

## 沿革
- 2000年（平成12年）1月 - 翼システム株式会社の事業として、カーコンビニ倶楽部を設立。
- 2002年（平成14年） - 短時間車検サービス「ヤマト車検」を開始。
- 2007年（平成19年）
  - 2月 - 翼システム株式会社が会社分割を実施し、子会社・カーコンビニ倶楽部株式会社を設立。
  - 3月 - プロミスグループの株式会社パルライフが全株式を取得し、完全子会社化。
- 2009年（平成21年） - 車両買い取り・販売事業を開始。
- 2010年（平成22年）4月 - 「ヤマト車検」の名称を「カーコン車検」に変更。
- 2011年（平成23年）
  - 1月1日 - 同じプロミスグループの株式会社ネットフューチャーが、株式会社パルライフを吸収合併したことから、ネットフューチャーの完全子会社化[2]。
  - 1月18日 - 株式会社ネットフューチャーが林成治元社長に株式譲渡し、プロミスグループから独立[3]。
- 2014年(平成26年)
  - 3月28日 - 国内最大級の生活総合情報サイトを運営する株式会社オールアバウトと業務提携し、中古車の個人売買をサポートする合同会社カーコンマーケットの設立を発表[4]。
  - 7月7日 - 中古車の個人売買をサポートするカーコン・マーケットを開始。

## 提供番組
- サンドウィッチマン&芦田愛菜の博士ちゃん（テレビ朝日）現在はマツダに交代。
- 土曜プレミアム（フジテレビ）現在はスバルに交代。
- サンデーモーニング（TBSテレビ）